# Вулиця Припортова (Черкаси)
Вулиця Припортова — вулиця в Черкасах, одна з головних вулиць мікрорайону Митниця.

## Розташування
Починається від річкового вокзалу та пасажирського порту, утворюючи невелику площу. Простягається до бульвару Шевченка, куди впирається.

## Опис
Вулиця середньої ширини, по 1,5–2 смуги руху в кожний бік. На розі з вулицею Новопречистенською збудований невеликий дитячий парк. На всьому протязі облаштована тролейбусною лінією.

## Історія
Вулиця була закладена 1962 року і названа Залізничною. Як і вулиця Чекістів (зараз Привокзальна), проходить по трасі розібраної, першої в Черкасах, залізниці, збудованої ще у 1870-ті роки. Потім вона була перейменована на честь Патріса Лумумби. 1969 року вулиця стала називатись Приморською, а з 1982 року їй присвоєно назву Героїв Сталінграду. У травні 2016 року отримала сучасну назву Припортова.

Приморська вулиця навпроти сучасної «Дніпро-плази»

Назва Приморська обумовлена тим, що при створенні у 1959 році Кременчуцького водосховища більша частина територій, прилеглих до парного боку вулиці, була затоплена водою «Черкаського моря». А перейменування 1982 року на Героїв Сталінграду обумовлено не лише ювілеєм Сталінградської битви, а й тим, що приблизно в ті часи на тих самих територіях (але на намивних ґрунтах) почали будувати новий мікрорайон Митниця, внаслідок чого вулиця знову стала не прибережною (за виключенням річкового вокзалу).

## Будівлі
По вулиці розташовуються великі сучасні торгові центри, дитячий парк «Казка», на початку річковий вокзал.

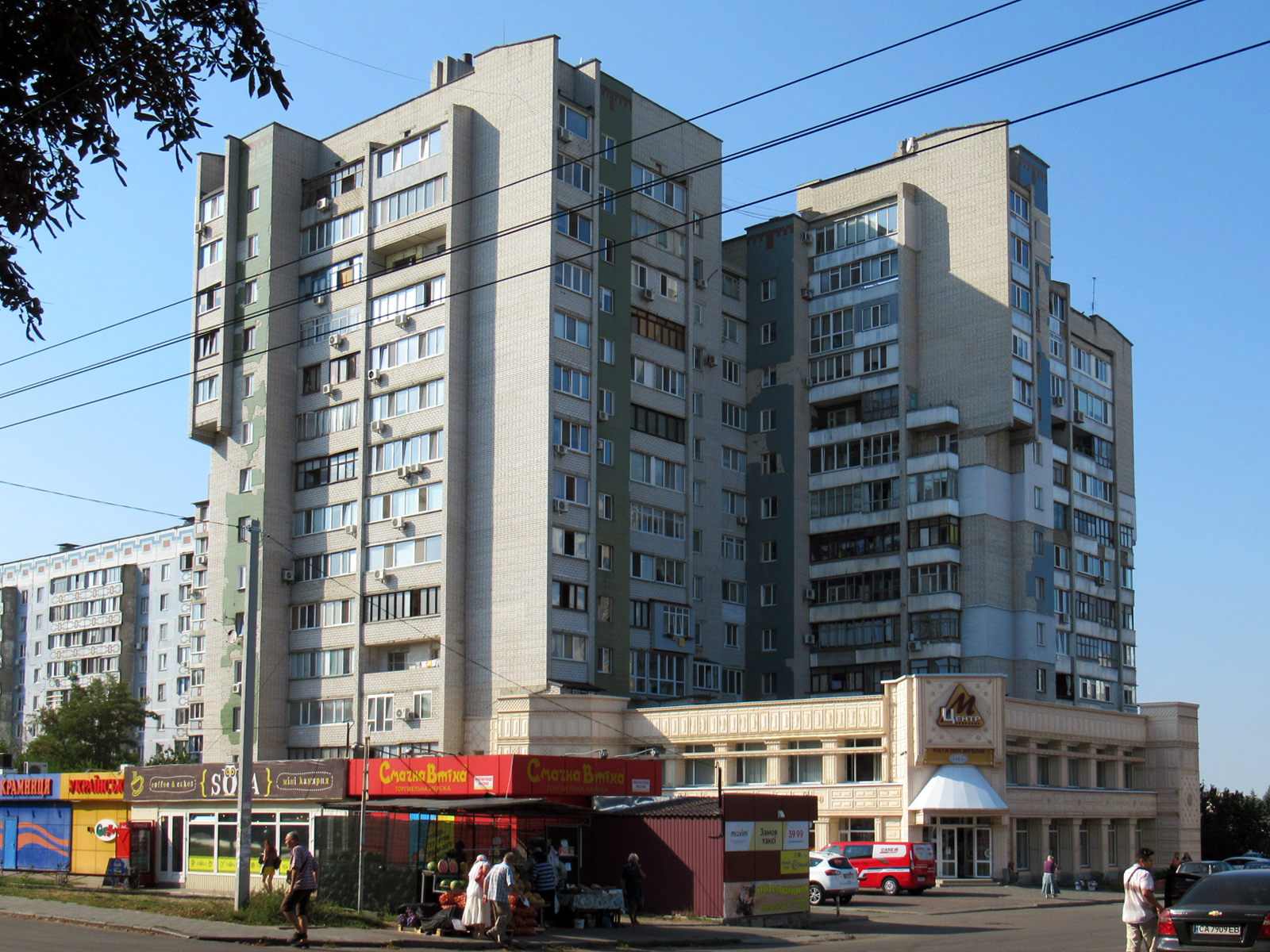
№ 38 — 14-поверхівки проєкту 124-87-151, ліворуч 9-поверхівка 121-ї серії
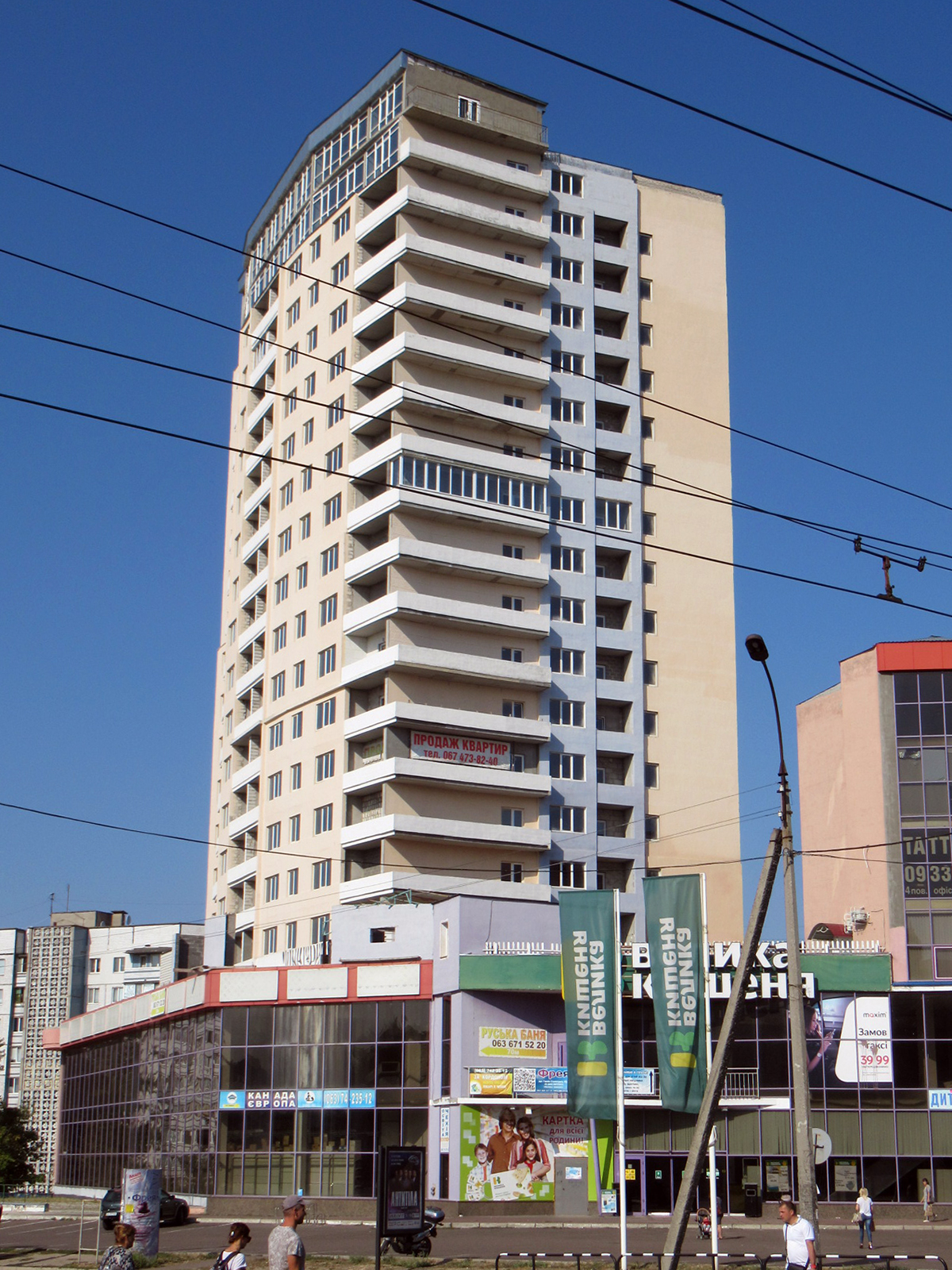
№ 42/1 – багатоповерхівка «Євгенія»
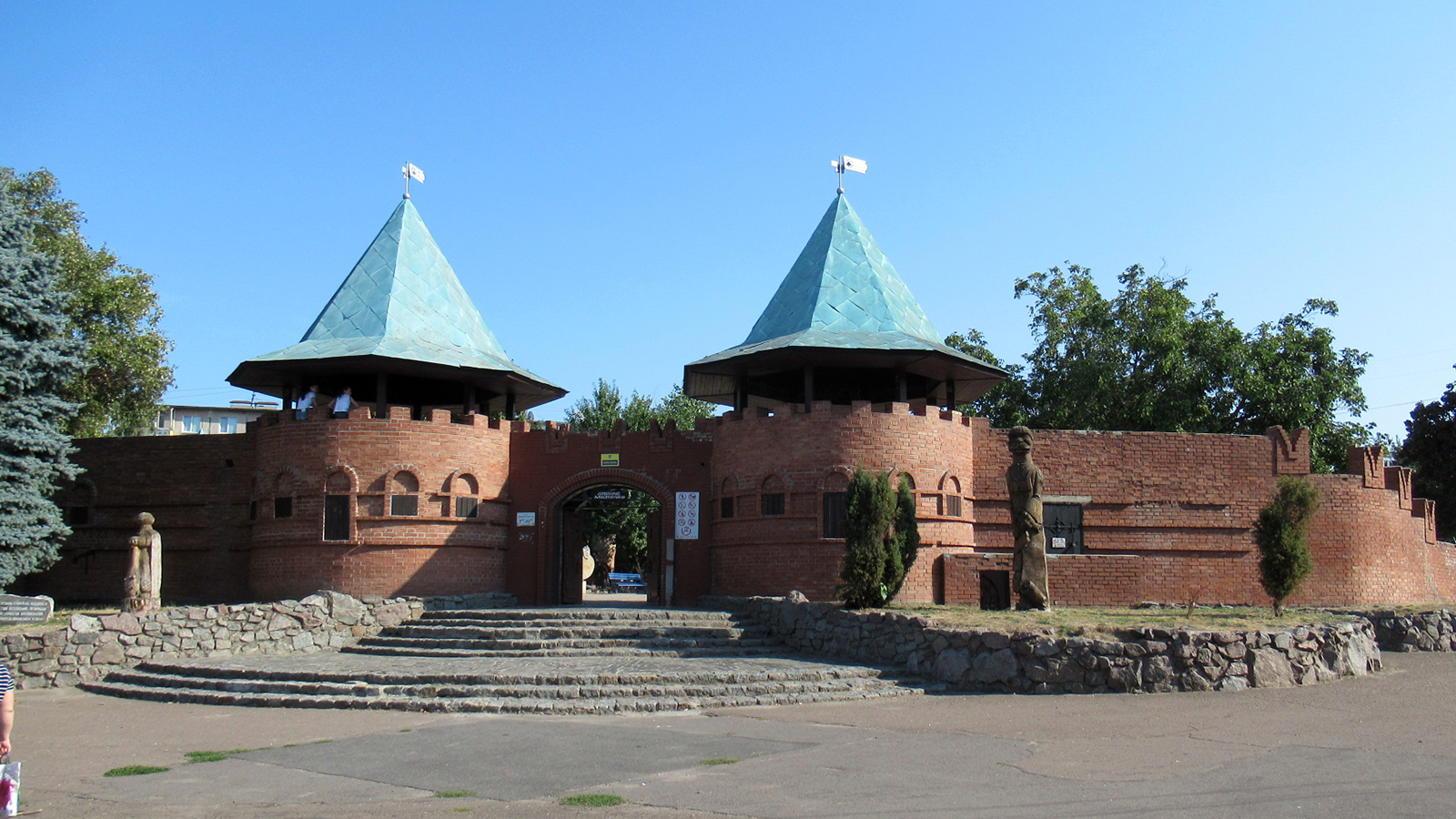
дитячий парк «Казка»